# 汐瀬聡
汐瀬 聡（しおせ さとし、1963年8月4日 - ）は、日本のハンドメイドビルダー。自身のハンドメイドルアーブランド「LOTハンドメイドルアー」を1980年に設立。座右の銘は「Study to be quiet（穏やかなることを学べ）」。

## 人物
京都府出身。血液型はO型。日本のハンドメイドルアー職人。ハンドメイドルアー業界初となる「ポリカーボネートの立体加工」を開発。トップウォーターミノーにマルチなアクションを生むことに成功する。

## 経歴
1963年、京都市に長男として生誕。小学生時代から、釣りや絵画に親しんでいた。1980年からハンドメイドルアーブランド「LOTハンドメイドルアー」を設立。1986年に立命館大学2部文学部を卒業。大学生時代は、山岳部に入部するとともに、日本弓道で三段取得。自然の美しさを感じながら、心技体を学ぶ。1988年にBTをリリース。

## 掲載誌
- 『Rod and Reel　11月号』 （株）地球丸、1998年11月1日発行、113頁にツチノコとBT75掲載。
- 『Rod and Reel　1月号』 （株）地球丸、1999年1月1日発行、42～43頁にBT122掲載。
- 『にっぽんのハンドメイドルアー大図鑑－トップビルダ－72人の仕事』 （株）エイ出版社、1999年11月20日発行、38-39頁。
- 『Handmade Lure Works　Color Making』 (株)主婦と生活社、2000年2月8日発行、120-127頁。
- 『バスルアー大図鑑』 （株）日本文芸社、2000年5月1日発行、26-29頁。
- 『TACKLE BOX　NO.223』 （株）フリーウェイ、2000年9月1日発行、P161頁。
- 『HANDMADE　LURE　CALEMDER2002』 ダイイチシコウ、2001年11月11日発行。
- 『トップウォーター大図鑑2002』 （株）エイ出版社、2002年5月10日発行、108頁。
- 『Rod and Reel　2月号』 （株）地球丸、2003年2月1日発行、183頁にBTカワネズミ掲載。
- 『トップウォータープラグ大全』 （株）エイ出版社、2003年5月10日発行、64、115頁。
- 『Rod and Reel　7月号』 （株）地球丸、2003年5月26日発行、143頁、フィッシングショップさとうさんの広告欄にLOTルアー掲載。
- 『バスワールド　12月号』 （株）エイ出版社、2003年10月25日発行、182頁。